# William Beilby

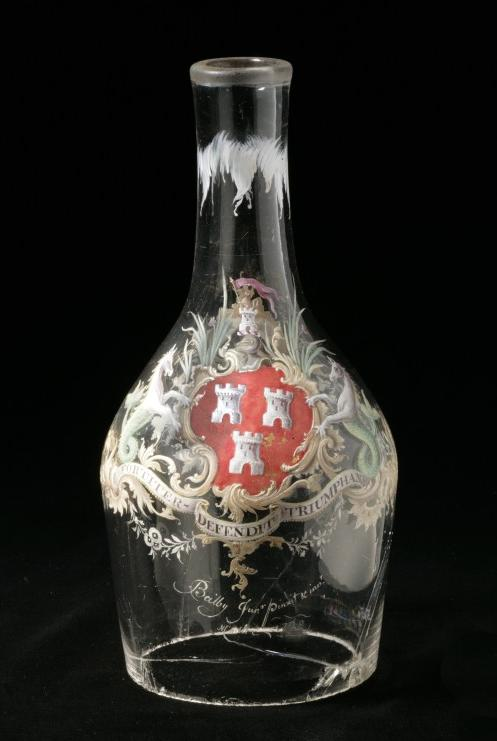
Decantador, 1762, William Beilby V & A Museum no. C.620-1936

William Beilby (1740-1819) fue un vidriero inglés conocido por haber producido el excepcional vidrio esmaltado durante la segunda mitad del siglo XVIII.
El padre de Beilby, William, era orfebre y joyero en Durham. Beilby, junto con sus hermanos Richard, Ralph y Thomas fueron enviados a la escuela primaria durante su infancia. Richard y Beilby, los dos más mayores, marcharon más tarde como aprendices a Birmingham, el mayor de aprendizaje de grabado y el pequeño, esmaltado y dibujo. Pronto el negocio de William padre fracasó, y en 1757 toda la familia se mudó a Newcastle upon Tyne para comenzar de nuevo. William padre murió ocho años después y Richard también murió. Beilby y su hermana Mary (1749-97) trabajaron como esmaltadoras para fabricantes locales de vidrio.
Cuando Ralph se convirtió en el jefe comercial de la familia, Mary pasó gran parte de su tiempo con Beilby ya que se había enamorado del Newcastle medieval. Beilby estaba fascinado por la próspera industria del vidrio que lo rodeaba, y parece ser que fue en el Closegate en 1761 cuando Beilby se convirtió en el primer hombre en Inglaterra, posiblemente en el mundo, en esmaltar los vidrios para convertirlos virtualmente en parte del vaso en sí.
Beilby enseñó a Mary a pintar con esmaltes en el taller de la familia en Amen Corner, junto a la Catedral de San Nicolás, aunque nunca alcanzaba la destreza de su hermano. A medida que lograba un mayor reconocimiento, Beilby era llamado a crear cristales con heráldica ficticia , o piezas que conmemoraban eventos particulares como la elección del alcalde o la botadura de un barco. Un excelente ejemplo de este último es el cuenco de 'Margaret y Winneford' en la Galería de Arte Laing. Los vidrios de Beilby se pueden encontrar en grandes museos de todo el mundo e, incluso cuando están dañadas, valen decenas de miles de libras.
Beilby y Mary trabajaron juntos desde 1760 hasta 1778. En 1767 el joven Thomas Bewick se unió a la familia como aprendiz de Ralph. Bewick y Mary desarrollaron un afecto mutuo, aunque Ralph hizo todo lo posible para poner obstáculos en el camino de la joven pareja. Después de que Mary tuvo un derrame cerebral en 1774 el ardor de Bewick se enfrió.
La familia se mudó de Newcastle a Londres en 1778 y luego a Escocia donde murió Mary. Durante este último período, la familia no produjo más vidrio, pero Beilby pintó muchos de sus exquisitos colores de agua. Eventualmente, regresó a las raíces familiares en  Hull en 1810.